# Xiangcheng (Suzhou)
Xiangcheng (en chino, 相城; pinyin, Xiangcheng) es un distrito urbano bajo la administración directa de la Prefectura Suzhou en la Provincia de Jiangsu, República Popular China.  Su área es de 489 km² y su población total para 2015 superó los 720 mil habitantes. 

## Administración
Desde julio de 2023, el  Distrito Xiangcheng se divide en 11 pueblos que se administran en 7 subdistritos y 4  poblados.